# Phytoecia balcanica
Phytoecia balcanica är en skalbaggsart som först beskrevs av Imre Frivaldszky 1835.  Phytoecia balcanica ingår i släktet Phytoecia och familjen långhorningar. Inga underarter finns listade i Catalogue of Life.